# 無效證明
在數學裡，有著許多明顯矛盾的虛假證明存在。即使其證明是有缺陷的，其錯誤——通常是經過設計的——卻常是較難抓摸的。這些謬誤一般都儘止於好奇而已，但可以被用来顯示嚴謹在數學中的重要性。
大多數此類的證明都仰賴著同種錯誤的變形。此一錯誤為採一非單射的函數{\displaystyle f}，以觀察對某些{\displaystyle x}和{\displaystyle y}，會有{\displaystyle f(x)=f(y)}，來（錯誤地）做出{\displaystyle x=y}的結論。零除數是此類錯誤的一特例；{\displaystyle f}為將{\displaystyle x}映射至{\displaystyle x\times 0}的函數，而其錯誤的一步是起於將{\displaystyle x\times 0=y\times 0}的等式做成{\displaystyle x=y}的結論。相似地，下面證明了{\displaystyle 5=4}的句子也是以函數{\displaystyle f(x)=x^{2}}的同一種錯誤造成的。其錯誤的一步始於有某個{\displaystyle x}和{\displaystyle y}會使得{\displaystyle x^{2}=y^{2}}的一正確申論，然後做出了{\displaystyle x=y}的一錯誤結論。

## 算术例子

### 證明1是最大的正整數
- 假設最大的正整數不是{\displaystyle 1}，而是{\displaystyle a}，有{\displaystyle a>1}；

- {\displaystyle a>1>0}，{\displaystyle a}為正的，所以由{\displaystyle a>1}得到{\displaystyle a\times a>a}；

- 但是{\displaystyle a\times a}還是正整數，可是沒有任何正整數比{\displaystyle a}大，矛盾；

- 所以最大的正整數是1。

Q.E.D.
此一證明是無效的，因為最大的正整數不存在，因此不能如此假設。

### 證明-1等於1
- 由一等式開始
{\displaystyle -1=-1\,}
- 將兩邊轉成假分數
{\displaystyle {\frac {-1}{1}}={\frac {1}{-1}}}
- 將兩邊開方
{\displaystyle {\sqrt {\frac {-1}{1}}}={\sqrt {\frac {1}{-1}}}}
- 其會等於
{\displaystyle {\frac {\sqrt {-1}}{\sqrt {1}}}={\frac {\sqrt {1}}{\sqrt {-1}}}}
- 兩邊同乘{\displaystyle {\sqrt {-1}}}以來消去分數
{\displaystyle {\sqrt {-1}}{\sqrt {-1}}={\sqrt {1}}{\sqrt {1}}}
- 但任一數的開方之平方會給出原本的數來，故
{\displaystyle -1=1\,}

Q.E.D.
此一證明是無效的，因為負數的開方不是实数，{\displaystyle {\sqrt {\frac {1}{-1}}}={\sqrt {\frac {-1}{1}}}}推出{\displaystyle {\frac {\sqrt {1}}{\sqrt {-1}}}={\frac {\sqrt {-1}}{\sqrt {1}}}}是错误的（事實上，{\displaystyle {\frac {\sqrt {1}}{\sqrt {-1}}}=-i}，{\displaystyle {\frac {\sqrt {-1}}{\sqrt {1}}}=i}）。

### 證明1等於2
1.令{\displaystyle a=b\,}，且{\displaystyle a\neq 0}
2.將兩邊乘以a
{\displaystyle a^{2}=ab\,}
3.將兩邊減掉{\displaystyle b^{2}\,}
{\displaystyle a^{2}-b^{2}=ab-b^{2}\,}
4.將兩邊因式分解
{\displaystyle (a+b)(a-b)=b(a-b)\,}
5.將兩邊除以{\displaystyle a-b\,}
{\displaystyle a+b=b\,}
6.因為{\displaystyle a=b\,}因此
{\displaystyle b+b=b\,}
7.簡化
{\displaystyle 2b=b\,}
8.將兩邊除以b
{\displaystyle 2=1\,}
Q.E.D.
這個證明的錯誤點在於第五步，{\displaystyle \,}正因為a=b所以a-b等於零，而除以零是無效的。

### 證明4等於5
- 由一等式開始
{\displaystyle -20=-20\,}
- 將等式兩邊以稍微不同但相等的方式表示
{\displaystyle 25-45=16-36\,}
- 將兩邊做因式分解
{\displaystyle 5^{2}-5\times 9=4^{2}-4\times 9}
- 將兩邊加上相同的數
{\displaystyle 5^{2}-5\times 9+{\frac {81}{4}}=4^{2}-4\times 9+{\frac {81}{4}}}
- 將兩邊再做一次因式分解
{\displaystyle \left(5-{\frac {9}{2}}\right)^{2}=\left(4-{\frac {9}{2}}\right)^{2}}
- 將兩邊開方
{\displaystyle 5-{\frac {9}{2}}=4-{\frac {9}{2}}}
- 消去相同的項
{\displaystyle 5=4\,}

Q.E.D.
那一證明內的錯誤在於{\displaystyle x^{2}=y^{2}}不表示{\displaystyle x=y}的這一事實。到此之前的算術都是正確的，而事實上，{\displaystyle -\left(5-{\tfrac {9}{2}}\right)=4-{\tfrac {9}{2}}}。需注意的是，若將4減去{\displaystyle {\tfrac {9}{2}}}，會得到{\displaystyle -{\tfrac {1}{2}}}。若再平方的話，則會得到正的{\displaystyle {\tfrac {1}{4}}}。其下一個邏輯的數學步驟為取兩邊的平方。若這樣做的話，則將會看見{\displaystyle {\tfrac {1}{2}}}會等於{\displaystyle {\tfrac {1}{2}}}。原始的{\displaystyle -20=-20}式子事實上是會導致一個正確的等式的（若此一問題是以此一純粹的方式運算的話）。

### 證明1+1=0
- 求{\displaystyle 1+1}︰

{\displaystyle {\begin{aligned}1+1&=1+{\sqrt {1}}\\&=1+{\sqrt {(-1)(-1)}}\\&=1+{\sqrt {-1}}\times {\sqrt {-1}}\\&=1+i\times i\\&=1+(-1)\\&=0\\\end{aligned}}}
Q.E.D.
此證明的錯誤在於{\displaystyle {\sqrt {ab}}={\sqrt {a}}\times {\sqrt {b}}}只有在a與b不皆為負數才成立，{\displaystyle {\sqrt {(-1)(-1)}}}並不等於{\displaystyle {\sqrt {-1}}\times {\sqrt {-1}}}。

### 證明0=1
首先，設定一個無窮級數。
{\displaystyle 0=0+0+0+\cdots }
因為{\displaystyle 0=1-1}，因此：
{\displaystyle 0=(1-1)+(1-1)+(1-1)+\cdots }
拆括號之後在於不同的地方加上括號：
{\displaystyle 0=1+(-1+1)+(-1+1)+(-1+1)+\cdots }
{\displaystyle -1+1=0}，因此：
{\displaystyle 0=1+0+0+0+\cdots }
{\displaystyle 0=1\,}
Q.E.D.
這個證明的錯誤在於，無窮等比級數在公比的絕對值大於等於一的情況下，將括號插入無窮級數求無窮和是沒有意義的，因為這樣的無窮等比級數和發散。因此這類條件不適用於格蘭迪級數 {\displaystyle s=1-1+1-1+1-1+\cdots }。

### 證明任何數字等於1/任何數字
{\displaystyle -{\frac {1}{b}}}
{\displaystyle =-{\frac {\frac {a}{a}}{b}}}
{\displaystyle =-{\frac {a}{b}}{}\cdot {\frac {1}{a}}}
{\displaystyle {\frac {-{\frac {a}{b}}}{-{\frac {1}{b}}}}={\frac {1}{a}}}
{\displaystyle -{\frac {a}{b}}\cdot -b={\frac {1}{a}}}
{\displaystyle a={\frac {1}{a}}}
Q.E.D.
這個證明的錯誤在於，{\displaystyle {\frac {-{\frac {a}{b}}}{-{\frac {1}{b}}}}} 不等於 {\displaystyle {\frac {1}{a}}}，正確等式應是{\displaystyle {\frac {-{\frac {1}{b}}}{-{\frac {a}{b}}}}={\frac {1}{a}}}（下一步：{\displaystyle {\frac {1}{b}}\cdot {\frac {b}{a}}={\frac {1}{a}}}）。

### 證明0/0等於0
首先，我們知道：
{\displaystyle 0^{4}=0\times 0\times 0\times 0=0\,}
{\displaystyle 0^{2}=0\times 0=0\,}
由於{\displaystyle a^{m-n}={\frac {a^{m}}{a^{n}}}}
因此{\displaystyle {\frac {0^{4}}{0^{2}}}=0^{4-2}=0^{2}=0}
因此{\displaystyle {\frac {0}{0}}=0}
Q.E.D.
這個證明的錯誤在於，{\displaystyle a^{m-n}={\frac {a^{m}}{a^{n}}}}成立的前提有{\displaystyle a\neq 0}。

### 證明任意兩數都是相等的
設{\displaystyle u=a\ ,\ v=b-c\,}

設{\displaystyle a=x-y\ ,\ b=(x+y)^{2}\ ,\ c=4(x^{2}-xy+y^{2})\,}
由和立方與差立方公式可知：
{\displaystyle (u+{\sqrt {v}})^{3}=u^{3}+3u^{2}{\sqrt {v}}+3uv+v{\sqrt {v}}}
{\displaystyle (u-{\sqrt {v}})^{3}=u^{3}-3u^{2}{\sqrt {v}}+3uv-v{\sqrt {v}}}
由於{\displaystyle u=a\ ,\ v=b-c\,}
{\displaystyle (a+{\sqrt {b-c}})^{3}=a\ (a^{2}+3b-3c)+(3a^{2}+b-c){\sqrt {b-c}}}
{\displaystyle (a-{\sqrt {b-c}})^{3}=a\ (a^{2}+3b-3c)-(3a^{2}+b-c){\sqrt {b-c}}}
將{\displaystyle a=x-y\ ,\ b=(x+y)^{2}\ ,\ c=4(x^{2}-xy+y^{2})\,}代入{\displaystyle 3a^{2}+b-c\,}，可得：
{\displaystyle 3a^{2}+b-c=3(x^{2}-2xy+y^{2})+x^{2}+2xy+y^{2}-4(x^{2}-xy+y^{2})=0\,}
因此：
{\displaystyle {\begin{aligned}(a+{\sqrt {b-c}})^{3}&=(a-{\sqrt {b-c}})^{3}\\a+{\sqrt {b-c}}&=a-{\sqrt {b-c}}\\{\sqrt {b-c}}&=0\\b-c&=0\\b&=c\\\end{aligned}}}
代入{\displaystyle b=(x+y)^{2}\ ,\ c=4(x^{2}-xy+y^{2})\,}，可得：
{\displaystyle {\begin{aligned}(x+y)^{2}&=4(x^{2}-xy+y^{2})\\x^{2}+2xy+y^{2}&=4(x^{2}-xy+y^{2})\\-3x^{2}+6xy-3y^{2}&=0\\(x-y)^{2}&=0\\x-y&=0\\x&=y\\\end{aligned}}}
Q.E.D.
这个证明的错误在于：
1、在以上的假设下，可得{\displaystyle v=b-c=(x+y)^{2}-4(x^{2}-xy+y^{2})=-3(x-y)^{2}=-3a^{2}=-3u^{2}}，所以{\displaystyle u}和{\displaystyle v}并不是独立的；
2、在复数域中，由{\displaystyle x^{3}=y^{3}}得不出{\displaystyle x=y}。在此证明中，由{\displaystyle (a+{\sqrt {b-c}})^{3}=(a-{\sqrt {b-c}})^{3}}得出{\displaystyle a+{\sqrt {b-c}}=a-{\sqrt {b-c}}}是错误的。

## 几何例子

### 第一题：证明任何三角形都是正三角形
给定三角形△ABC，证明AB = AC:
1. 作∠A的角平分线。
2. 作BC的垂直平分线，并设BC的中点为D。
3. 设这两条直线的交点为P。

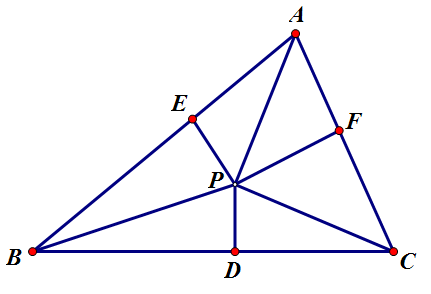
第一题错误的证图

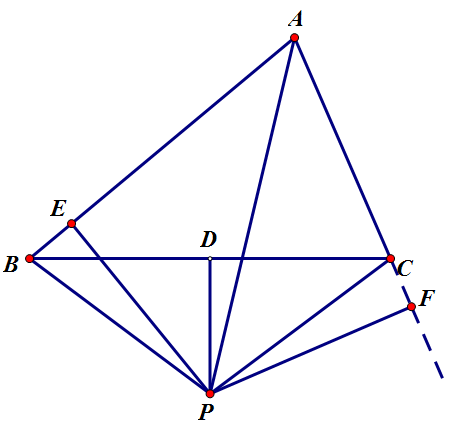
第一题正确的证图

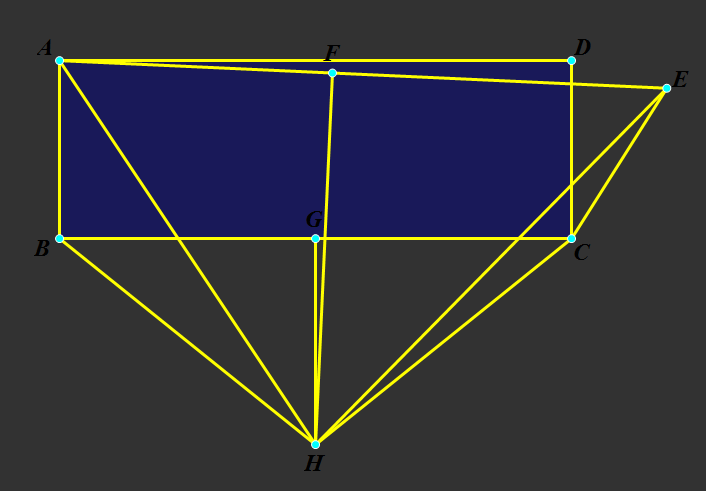
第二题错误的证图

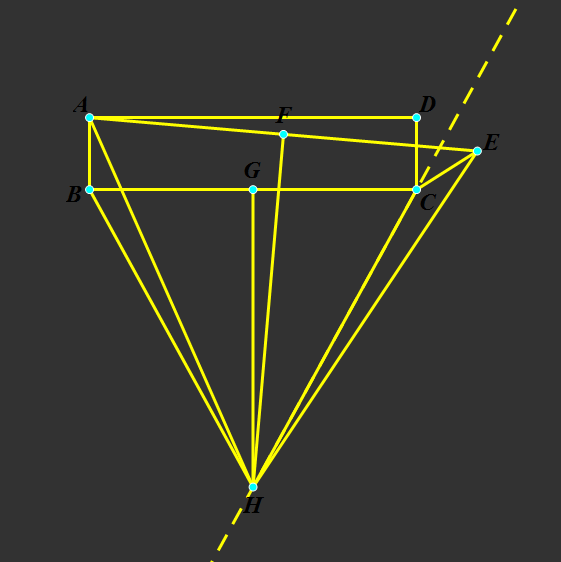
第二题正确的证图

4. 从P向AB和AC作垂线，并设垂足为E和F。
5. 作直线PB和PC。
6. △EAP ≅ △FAP（AP = AP；∠PAF ≅ ∠PAE由于AP平分∠A；∠AEP ≅ ∠AFP都是直角）。
7. △PDB ≅ △PDC（∠PDB、∠PDC是直角；PD = PD；BD = CD由于PD平分BC）。
8. △EPB ≅ △FPC（EP = FP由于△EAP ≅ △FAP；BP = CP由于△PDB ≅ △PDC；∠EPB ≅ ∠FPC由于它们是对顶角）。
9. 因此，AE ≅ AF，EB ≅ FC，AB = AE + EB = AF + FC = AC。
10. 同理，AB = BC，AC = BC。

证毕。
这个证明的错误在于，只有在△ABC為等腰三角形，P才會位于三角形的内部，而且AP与DP会重合。

### 第二题：证明直角等于钝角
给定一个矩形ABCD，证明∠DCB=∠ECB；
1. 在矩形ABCD外作CE=CD。
2. 联结AE。
3. 作BC、AE的中垂线，它们的垂足分别是G、F，两条直线交于H。
4. 在中垂线上的点到线段两端的距离是相等的，所以HA=HE，HB=HC。
5. 矩形的对边相等，得AB=DC；加上作图要求，得AB=EC。
6. 利用S.S.S得△ABH≅△ECH。于是得∠ABH=∠ECH。
7. 由于HB=HC，则得∠HBC=∠HCB。
8. 等量减等量，得∠ABC=∠ECB。
9. 矩形的四个角都是90°，得∠ABC=∠ECB=90°。

Q.E.D.
这个证明的错误在于，由于△ABH≅△ECH，则∠BHA=∠CHE，即∠AHE=∠BHC-∠BHA+∠CHE，可以把∠AHE看作是∠BHC的旋转，因AH穿过了矩形ABCD，则EH是不可能穿过矩形ABCD的。

## 微积分例子

### 证明0等于1
我们从计算以下的不定积分开始：
{\displaystyle \int {\frac {1}{x}}dx}
利用分部积分法，可得： 
{\displaystyle u={\frac {1}{x}}}，{\displaystyle dv=dx}
因此： 
{\displaystyle du=-{\frac {1}{x^{2}}}dx}，{\displaystyle v=x}
所以，有：
{\displaystyle \int {\frac {1}{x}}dx={\frac {x}{x}}-\int \left(-{\frac {1}{x^{2}}}\right)xdx}
{\displaystyle \int {\frac {1}{x}}dx=1+\int {\frac {1}{x}}dx}
{\displaystyle 0=1\,}
证毕。
这个证明的错误在于，忽略了積分完會出現的積分常數C。若繼續計算，會得到{\displaystyle 1+\int {\frac {1}{x}}dx=1+\ln \ |x|+C=\ln \ |x|+C'}。